# Muhle (Schalksmühle)
Muhle ist ein Ortsteil in der Gemeinde Schalksmühle im Märkischen Kreis im Regierungsbezirk Arnsberg in Nordrhein-Westfalen (Deutschland).

## Lage und Beschreibung
Der Ortsteil befindet sich auf der Höhe zwischen dem Volmetal und dem Bachtal der Wilfesche, einem Zulauf der Sterbecke, im nördlichen Gemeindegebiet direkt an der Stadtgrenze zu Hagen. Der Ort ist über eine Zufahrt von Linscheid erreichbar, südwestlich erhebt sich der Muhler Berg. 
Weitere Nachbarorte auf dem Schalksmühler Gemeindegebiet sind Linscheiderbecke, Linscheiderschule, Hellhof, Muhlerhagen, Kämpershof, Stallhaus, Kuhlenhagen, Im Dahl, Twieströmen, Walze und Pulvermühle, sowie Muhlerohl, Muhler Ölmühle, Mönigsfeld, Rummenohl, Werth, Sterbeckerhammer, Lindenteich und Rohagen auf Hagener Stadtgebiet.

## Geschichte
Muhle gehörte bis zum 19. Jahrhundert der Wester Bauerschaft des Kirchspiels Hülscheid an. Ab 1816 war der Ort Teil der Gemeinde Hülscheid in der Bürgermeisterei Halver im Kreis Altena, 1818 lebten 57 Einwohner im Ort. Der laut der Ortschafts- und Entfernungs-Tabelle des Regierungs-Bezirks Arnsberg als Hof kategorisierte Ort besaß 1839 unter dem Namen Muhl elf Wohnhäuser und 15 landwirtschaftliche Gebäude. Zu dieser Zeit lebten 61 Einwohner im Ort, davon einer katholischen und 60 evangelischen Bekenntnisses.
1844 wurde die Gemeinde Hülscheid mit Muhle von dem Amt Halver abgespaltet und dem neu gegründeten Amt Lüdenscheid zugewiesen.
Der Ort ist auf der Preußischen Uraufnahme von 1840 als Hof Muhl verzeichnet. Ab der Preußischen Neuaufnahme von 1892 ist der Ort auf Messtischblättern der TK25 als Muhle verzeichnet.
Die Gemeinde- und Gutbezirksstatistik der Provinz Westfalen führt 1871 den Ort als Hof mit 14 Wohnhäusern und 99 Einwohnern auf.  Das Gemeindelexikon für die Provinz Westfalen gibt 1885 für Muhle eine Zahl von 78 Einwohnern an, die in zehn Wohnhäusern lebten. 1895 besitzt der Ort 13 Wohnhäuser mit 85 Einwohnern, 1905 werden 13 Wohnhäuser und 87 Einwohner angegeben.
1969 wurden die Gemeinden Hülscheid und Schalksmühle zur amtsfreien Großgemeinde (Einheitsgemeinde) Schalksmühle im Kreis Altena zusammengeschlossen und Muhle gehört seitdem politisch zu Schalksmühle, das 1975 auf Grund des Sauerland/Paderborn-Gesetzes Teil des neu geschaffenen Märkischen Kreises wurde.